# Zawilec chiński

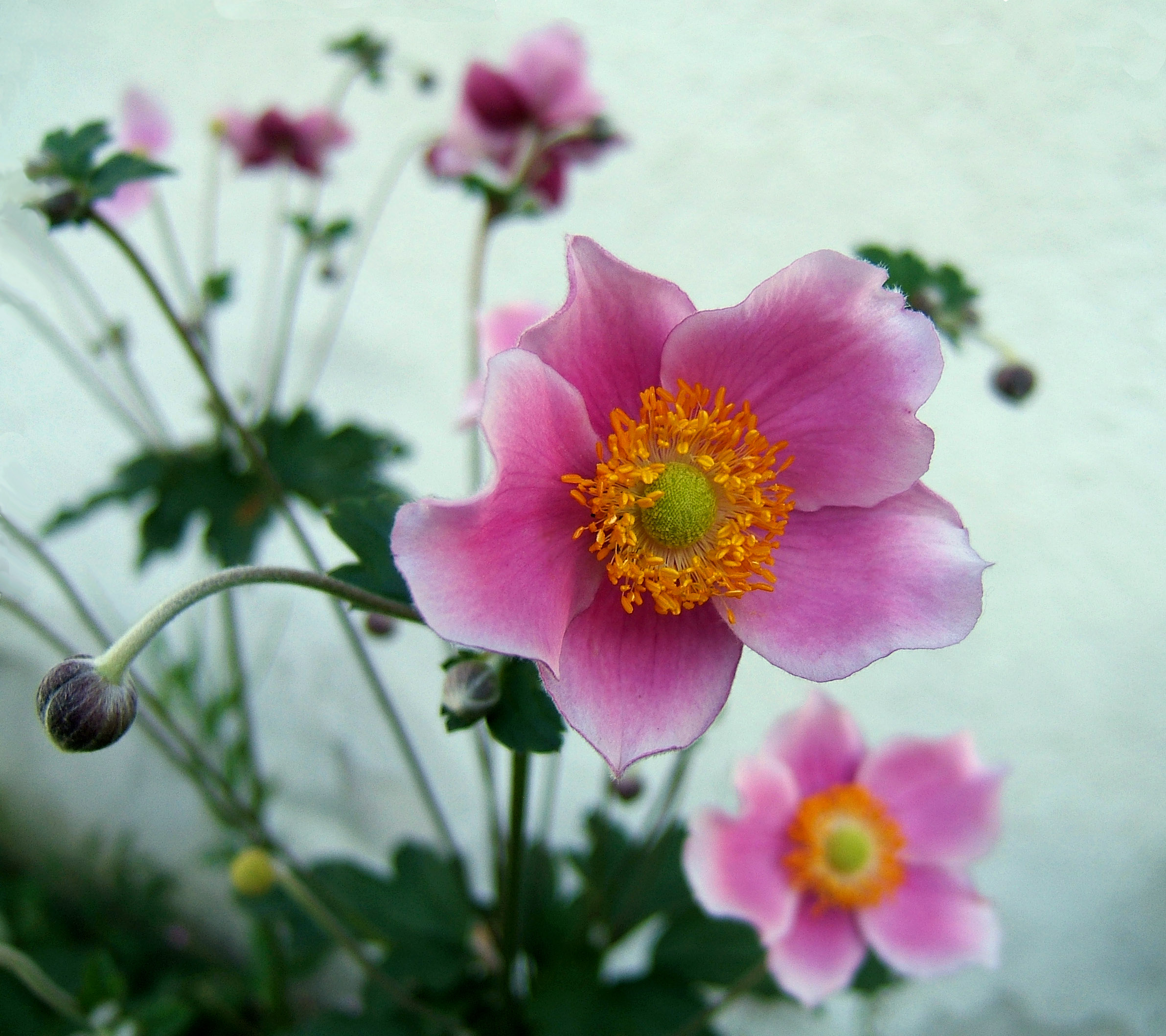
Kwiaty

Zawilec chiński (Anemone hupehensis) – gatunek rośliny z rodziny jaskrowatych, pochodzi z zachodnich i środkowych Chin i Tajwanu. Jest uprawiany w wielu krajach świata jako roślina ozdobna. Często błędnie nazywany jest zawilcem japońskim (zawilec japoński jest tylko jego wyhodowaną w Japonii odmianą). Kwitnie w sierpniu i wrześniu.

## Morfologia
PokrójBylina o włóknistych, drewniejących i rozgałęziających się kłączach. Tworzy dość wysokie (60–120 cm) i luźno rozgałęzione pędy.
LiścieW ciepłym klimacie zimotrwałe, w chłodnym – sezonowe. Odziomkowe w liczbie 2–3, długoogonkowe, o blaszce osiągającej 20 cm średnicy, z trzema klapami lub listkami podzielonymi na ząbkowane łatki. Liście łodygowe krótkoogonkowe i mniejsze.
KwiatyOsiągają do 6 cm średnicy i zebrane są po kilkanaście w baldachokształtne kwiatostany. Listki okwiatu w liczbie 5–6 osiągają do 3 cm długości, są szerokojajowate i mają barwę od zewnątrz purpuroworóżową, a od wewnątrz od białej do jasnoróżowej.

## Uprawa
Uprawiany jest ze względu na swoje piękne kwiaty, może być też rośliną okrywową. Zakwita dość późno. Rozmnaża się go głównie wegetatywnie, przez podział rozrośniętych kęp. 

## Zmienność
Występuje w dwu odmianach:
- Anemone hupehensis (Lemoine) Lemoine var. hupehensis. Odmiana typowa. Jest uprawiana w wielu kultywarach, np. `Handspen Abundance` o ciemnoróżowych płatkach z jasnoróżowym lub niemal białym obramowaniem, `Septemberm Charm` o dużych, jasnoróżowych kwiatach z 5-6 płatkami.
- Anemone hupehensis (Lemoine) Lemoine var. japonica (Thunb.) Bowles & Stearn. Odmiana wyhodowana w Japonii, znana pod nazwą zawilca japońskiego. Jest wyższa i ma więcej płatków korony (u niektórych kultywarów nawet ponad 10).

Przez skrzyżowanie A. hupehensis i A. vitifolia otrzymano zawilca mieszańcowego (A. hybrida).